# مانیفست (فیلم ۲۰۱۵)
مانیفست (انگلیسی: Manifesto) یک فیلم چیدمانی چندپرده‌ای در ژانر درام به نویسندگی، تهیه‌کنندگی و کارگردانی جولیان روزفلت محصول سال ۲۰۱۵ است. از بازیگران آن می‌توان به کیت بلانشت اشاره کرد.